# Alfa Romeo 1750
Alfa Romeo 1750/2000 (обидві 105 серії) — компактний представницький автомобіль, який виготовлявся автомобільною компанією Alfa Romeo в 1968-1977 роках.
1750 Berlina - седан, представлений в 1967 році разом з 1750 GTV в кузові купе і кабріолетом 1750 Spider. Модель 1750 замінив ранню Alfa Romeo Giulia Berlina. На відміну від Giulia 1750 мала перероблений кузов і збільшений в об'ємі двигун, з багатьма подібними частинами. Варто відзначити, що дана модель під час свого виробництва продавалася менш вдало.

## Історія

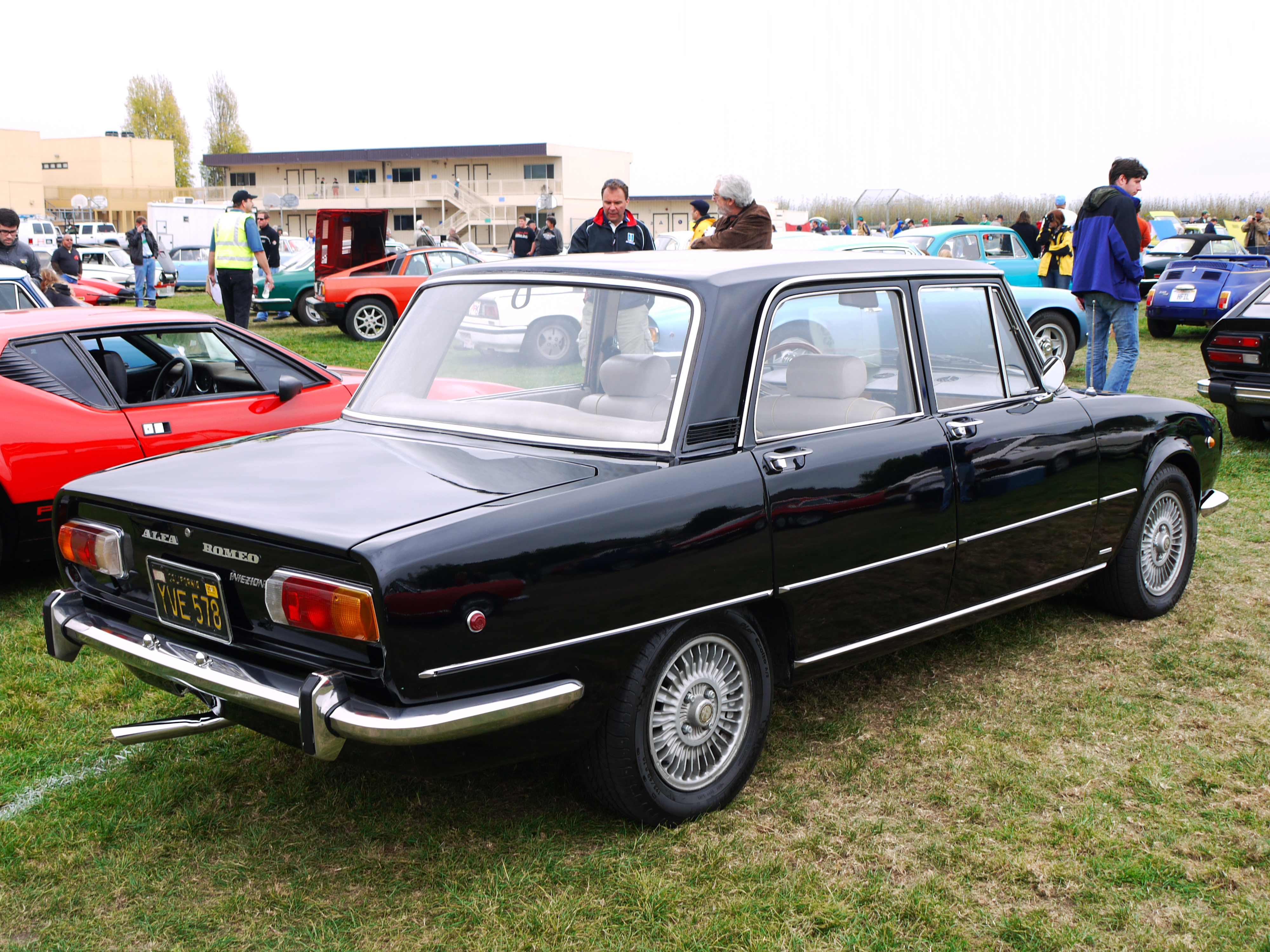
Alfa Romeo 1750 Berlina

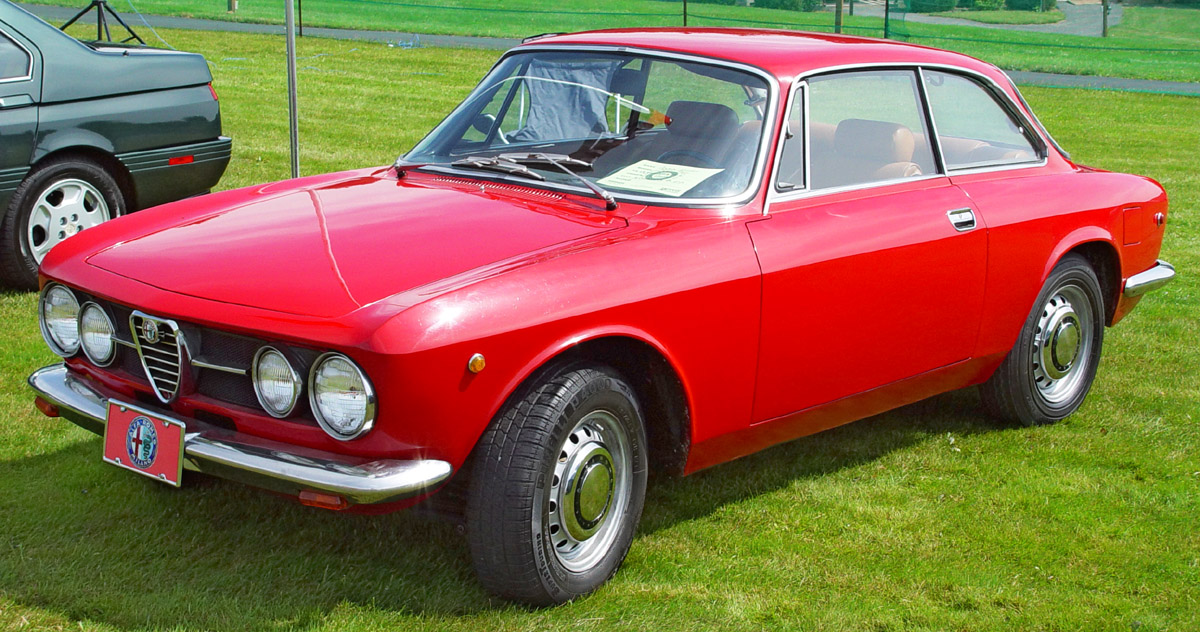
Alfa Romeo 1750 GT Veloce

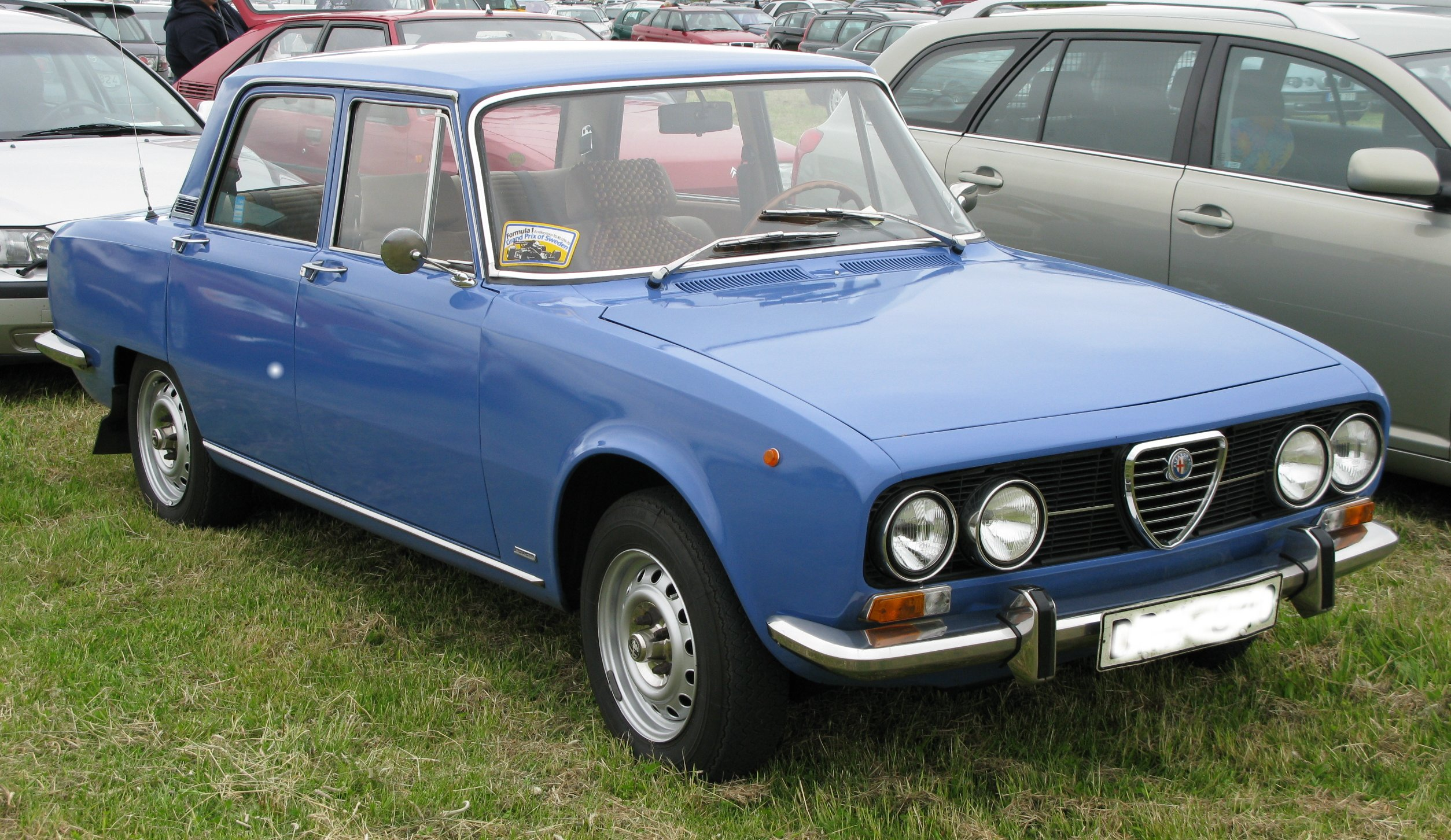
Alfa Romeo 2000 Berlina

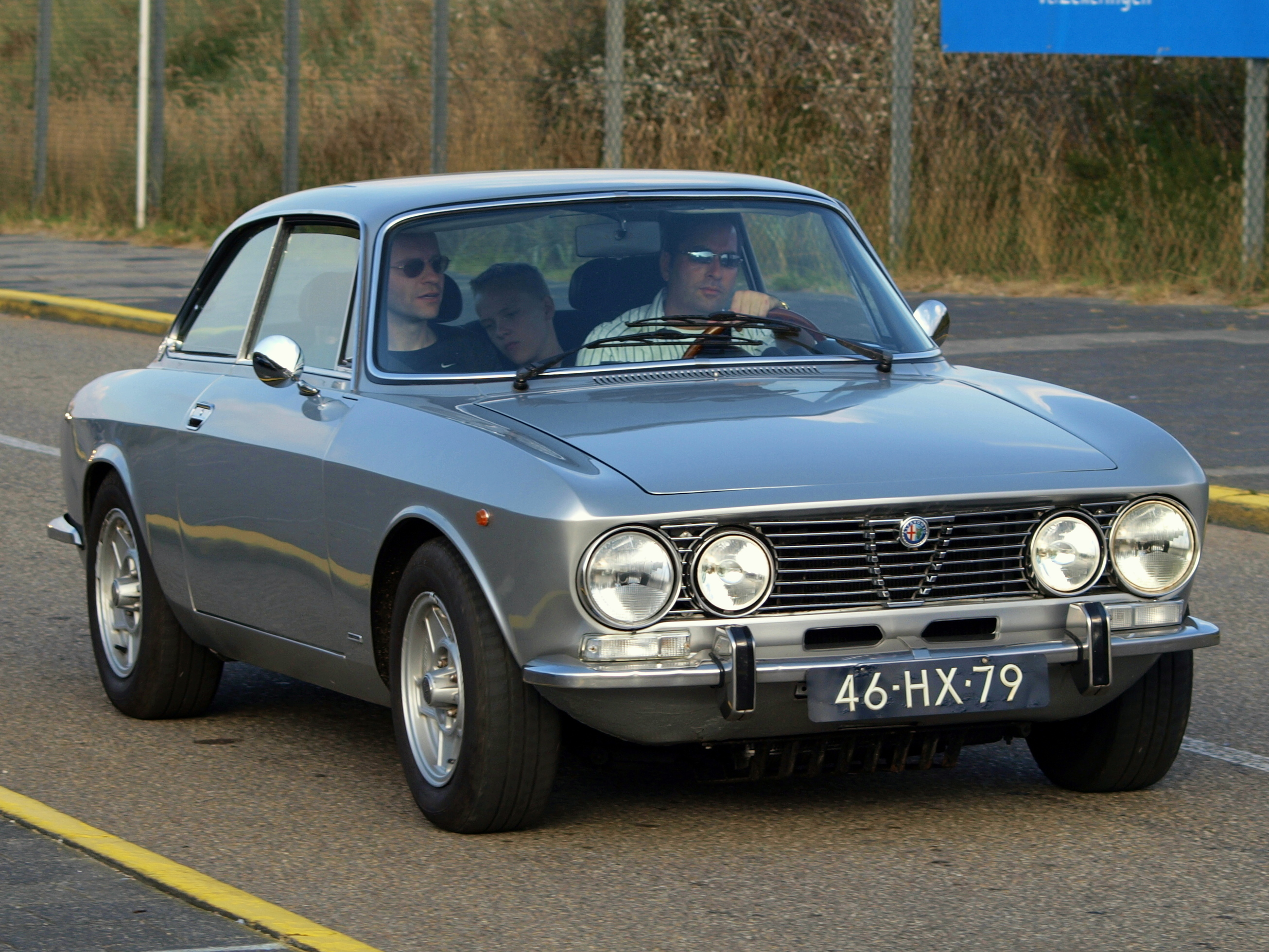
Alfa Romeo 2000 GT Veloce

1750 Berlina будувалася на базі існуючого седана Giulia, яка перебувала в виробництві. Alfa Romeo 1750 була представлена як топовий автомобіль, на сходинку вищий від Giulia. У США седан Giulia перестала відразу продаватися і була повністю замінена на 1750 Berlina.
Кузов 1750 мав збільшену колісну базу, ніж Giulia, багато панелей кузова були переглянуті, а внутрішні залишилися схожими. Вітрове скло на моделях було однаковим. Рестайлінг був проведений компанією Bertone і, хоча вона нагадувала Giulia, деякі з відмінних складок на автомобілі були згладжені, а також були проведені значні зміни в обробці деталей. Задні габаритні вогні були згодом використані на De Tomaso Longchamp.
Автомобіль мав двигун з двома карбюраторами і гідравлічне зчеплення. 1,8 літровий двигун видавав 118 к.с. (87 кВт) з двома спареними карбюраторами. Для ринку в Північній Америці Alfa Romeo 1750 оснащувалася інжектором від SPICA.
У 1971 році 1750 Berlina оснащувалася експериментальною автоматичною 3-ступінчастою коробкою передач від ZF. Модель маркувалася як 1750A Berlina. Згідно з офіційними архівами Alfa Romeo, було вироблено 252 автомобіля і лише кілька дожили до наших днів. Деякі з 1750A Berlina не мали таблички з датою виробництва. Автоматична коробка передач не дуже добре підходила для чотирьох-циліндрового двигуна через зсув передач і погано підібрані передавальні співвідношення. Тому витрата палива була занадто великою, а набір і перемикання швидкості був занадто повільним.
В середині 1971 року 1750 серія була замінена на 2000 серію.

## 2000
2000 серія Berlina випускалася Alfa Romeo в період 1971-1977 років. Двигун був модернізований і став об'ємом 1,962 л. Інша решітка радіатора відрізняла 2000 від 1750. Також на даних моделях було різне головне світло. 1750 мала 7 дюймів в діаметрі фар, в той час як 2000 може має лише 5,8 дюймів. Задні ліхтарі були однакові, як і на 1750. Двигун мав 2 карбюратора, Alfa Romeo Twin Cam видає 132 к.с. (97 кВт). Максимальна швидкість автомобіля була 200 км/год, а розгін з 0 до 100 км/год складає всього 9 секунд. У США двигуни оснащувалися механічним дроселем. Трансмісія мала 5 передач (також був доступний 3-й автомат на деяких версіях). 2000 Berlina була випущена в 89,840 примірниках і тільки 2.200 оснащувалися автоматичною коробкою передач.

## Двигуни
- 1,7 л Twin Cam DOHC I4 113 к.с.
- 2,0 л Twin Cam DOHC I4 132 к.с.

## Продажі
| Версія                      | Роки виробництва            | Кількість |
| --------------------------- | --------------------------- | --------- |
| 1750 Berlina 1-а серія      | 1968-1969                   | 49.987    |
| 1750 Berlina 2-а серія      | 1969-1971                   | 40.759    |
| 1750 Berlina Injection      | 1969-1971                   | 11.137    |
| 1750A Berlina               | 1971                        | 252       |
| 2000 Berlina                | 1971-1977                   | 87.640    |
| 2000A Berlina               | 1971-1977                   | 2.200     |
| Всього по неофіційним даним | Всього по неофіційним даним | 191.972   |